# GRB 970228
GRB 970228是天文学家第一个观测到余辉的伽玛射线暴。这次爆发持续了大约80秒，其光变曲线有多个极大值。它的光变曲线特性表明可能同时发生了一次超新星爆发。本次爆发的位置与一个81亿光年外的星系相符（红移值z = 0.695），说明GRB 970228离银河系十分远。
自从1993年起，物理学家推测伽玛射线暴之后会产生低能量的余辉（波长为无线电波、X射线，甚至是可见光）。但直到天文学家在1997年2月28日2时58分（UTC）观测到GRB 970228前，天文学家只观测到高光度高能量的伽玛射线暴（电磁波中能量最高的部分）。

## 观测
伽玛射线暴是指高光度的伽玛射线爆发。伽玛射线暴最早由美国负责侦查苏联和中国核试验的船帆座卫星于1967年发现。
1997年2月28日2时58分（UTC），费米伽玛射线空间望远镜和BeppoSAX卫星上搭载的一台广域照相机观测到GRB 970228，其中后者是德意联合研制的研究X射线的卫星。在几小时内，BeppoSAX团队确认了这次伽玛射线暴的位置，测量误差约为3角分，他们借此框定了所在天区的范围。尤利西斯号探测器也观测到了本次伽玛射线暴。
这次伽玛暴位于赤经05h 01m 46.7s，赤纬+11° 46′ 53.0″，爆发持续了大约80秒，在光变曲线有多个极大值。伽玛射线暴的光变曲线变化多端，科学家至今也不清楚有多个峰值的原因。一种可能的解释是多个峰值是伽玛射线源经历进动时产生的。

## 余辉
1993年，玻丹·帕琴斯基和詹姆斯·E·罗兹发表论文称，無论伽玛射线暴的产生原因是什么，伽玛暴极强的能量意味着寄主天体在爆发期间必须以相对论速度（接近光速）喷射出大量物质。它们推测喷出物和星际物质的强烈作用会形成激波波前。如果激波波前形成于磁场中，加速的电子会长时间产生无线电频率的同步辐射，即下文所说的无线电余辉。乔纳森·卡茨之后总结说，这种低能量的发射不限于无线电波，频率可从无线电波到X射线，其中还包括可见光。
BeppoSAX卫星上的小视野相机在发现8小时之后开始观测它的所在位置。一个X射线源短暂出现，并在之后几天按幂定律迅速衰减，直至消失。这次X射线余辉是首次观测到的伽玛射线暴余辉。幂定律衰减从此被认为是伽玛射线暴余辉的普遍特征，尽管多数余辉在不同阶段以不同的速率衰减。
同年3月1日和8日，天文学家用威廉·赫歇耳望远镜和艾萨克·牛顿望远镜拍摄了它所在位置的光学影像。通过比较照片，其光度在可见光和红外光波段都下降了，这就是该伽玛射线暴的光学余辉，而天文学家一直没能观测到预测会发生的无线电余辉。这次伽玛射线暴发现之后，人们开始相信伽玛暴的辐射具有各向同性。这次伽玛暴和其他几次伽玛暴（例如GRB 970508和GRB 971214）一起为伽玛暴以平行射流释放辐射提供了早期证据。这使得伽玛暴的总能量输出的估计值降低了几个数量级。

## 与超新星的关系

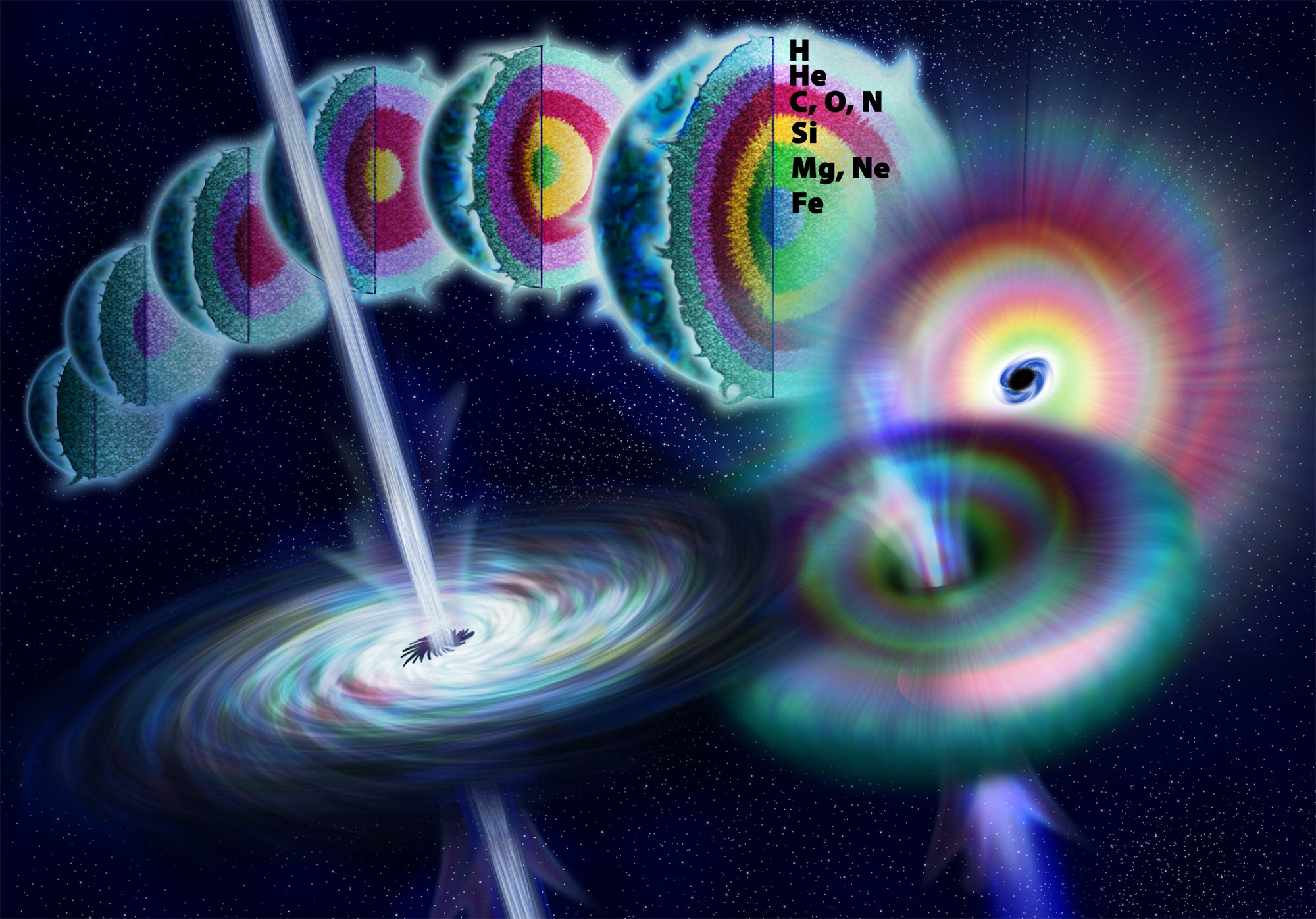
艺术家对于大质量恒星的一生的想象：发生超新星爆发、坍缩成黑洞，并沿着自转轴发生伽玛射线暴。（来自: 尼科尔·拉格·富勒/NSF）

芝加哥大学的丹尼尔·赖卡特和阿姆斯特丹大学的提图斯·加拉玛各自分析了GRB 970228的光学光变曲线，都总结出寄主天体可能在伽玛射线暴发生前几周发生了一次超新星爆发。
加拉玛分析了本次伽玛射线暴的光变曲线后发现它的光度在不同时间以不同速率衰减。光度在3月6日至4月7日之间衰减得比之前和之后都慢。加拉玛总结道，早期光变曲线主要受伽玛射线暴源的影响，而后期则是由隐藏在背后的Ic型超新星提供能量。赖卡特注意到后期余辉比早期余辉偏红（波长增加），这与当时伽玛射线暴形成机理首选的相对性火球模型不相符。他同时观测到只有GRB 980326这一伽玛射线暴与本次的衰减规律类似，而乔舒亚·布卢姆已提出那个伽玛射线暴与超新星有关。
另一种关于GRB 970228和GRB 980326光变曲线的解释涉及了尘埃回光。尽管对于GRB 980236而言并没有足够的訊息来否定这种解释，赖卡特表示GRB 970228光变曲线的变化只可能是超新星造成的。将伽玛射线暴与超新星联系起来的决定性证据最终在GRB 020813的光谱和GRB 030329的余辉中发现。然而，类似于超新星的特点只有在爆发后几周内可见，这表明早期的光度变化可以用尘埃回光来解释。

## 寄主星系
在3月12日和13日的夜晚，乔治·梅尔尼克用新技术望远镜观测了该天区。他发现一个暗淡的星云出现在爆发的位置上，几乎可以确定是一个遥远的星系。尽管伽玛射线暴很小可能与那星系无关，它们位置的出奇相符为上述想法提供了有力证据，即伽玛射线暴来自遥远的星系，不在银河系當中。后来对GRB 970508的观测证实了这个结论，那也是首次能确定红移值的伽玛射线暴。
本次伽玛暴的余辉在测定误差范围之内处于寄主星系的几何中心，有力地排除伽玛暴产生于活动星系核的可能。之后测得这个星系的红移值z = 0.695，约等如8.123×109 光年的距离。在这样的距离和假设各向同性的基础上，这次伽玛暴共释放出5.2×1044 焦耳的能量。